# دبابة لينس

لينس هو برنامج عسكري اسباني لتطوير دبابة قتال رئيسية وضهر في اواخر الثمانينات من القرن الماضي.